# Perinatalzentrum
Perinatalzentren (griechisch perí „um - herum“ und lateinisch natalis „die Geburt betreffend“) sind in Deutschland Einrichtungen zur Versorgung von Schwangeren, Früh- und Neugeborenen. Maßgeblich ist eine Richtlinie des Gemeinsamen Bundesausschusses, gemäß § 136 Absatz 1 Nummer 2 des Fünften Buches Sozialgesetzbuch, die Qualitätssicherungs-Richtlinie Früh- und Reifgeborene (QFR-RL). Gemäß QFR-RL findet die stationäre Versorgung von Schwangeren und Neugeborenen in Deutschland abhängig vom Risikoprofil des Kindes oder der Schwangeren in Einrichtungen verschiedener Versorgungsstufen statt: Perinatalzentren Level 1, Perinatalzentren Level 2, Einrichtungen des perinatalen Schwerpunkts und Geburtskliniken.

## Anforderungen
In der derzeit gültigen Richtlinie sind die folgenden Anforderungen an Perinatalzentren, Einrichtungen des perinatalen Schwerpunkts sowie Geburtskliniken festgelegt:
- Level-1-Zentren werden von anerkannten Neonatologen und ärztlichen Geburtshelfern geleitet und verfügen über eine ständige Hebammen- und Arztbereitschaft. Zudem ist für jedes intensivtherapiebedürftiges bzw. zwei intensivüberwachungsbedürftige Frühgeborene unter 1500 g eine Pflegekraft mit besonderer pädiatrischer Qualifikation anwesend. Entbindungsstation, Operationssäle und Neugeborenen-Intensivstation befinden sich zumindest im selben Gebäude. Letztere verfügt über mindestens sechs Intensivtherapieplätze, vier davon beatmet. Außerdem wird eine notfallmäßige Versorgung außerhalb des Perinatalzentrums und ein anschließender Transport (etwa mittels Baby-Notarztwagen) sichergestellt. In den Level-1-Zentren werden extrem kleine Frühchen (Gestationsalter unter 29 Wochen), aber auch zeitige Geburten mit Verdacht auf angeborene Fehlbildungen und Mehrlingsschwangerschaften ab vier Kindern versorgt. Für Level-1-Zentren gilt seit 2010 eine verbindliche Mindestmenge. Seit dem 1. Januar 2024 dürfen Frühgeborene unter 1.250 Gramm Aufnahmegewicht grundsätzlich nur in solchen Level-1-Perinatalzentren versorgt werden, die jährlich mindestens 25 der besonders leichten Frühgeborenen versorgen.[2]
- Level-2-Zentren müssen bei ähnlichen Personal- und Raumanforderungen nur vier Intensivtherapieplätze vorhalten, zwei davon beatmet. Hier können unter anderem Schwangerschaften mit schweren Komplikationen, wie HELLP-Syndrom oder schwerer Wachstumsretardierung, versorgt werden.
- Perinatale Schwerpunkte haben Einrichtungen, um plötzliche kindliche Notfälle aus dem Normalbetrieb der Geburtsabteilung für begrenzte Zeit zu versorgen. Sie werden von Kinderärzten geleitet und haben Beatmungsplätze, aber keine spezielle Intensivstation.
- Normale Geburtskliniken sollen nur Schwangere ohne Risikofaktoren und Geburten ab einem Gestationsalter von über 36 Wochen betreuen. Dies sind 90 % aller Geburten.

Die Abteilungen weisen die Erfüllung der Voraussetzungen gegenüber den Krankenkassen bei den örtlichen Pflegesatzverhandlungen nach.
Perinatalzentren Level 1 und Level 2 sind gemäß QFR-RL seit 2015 verpflichtet, Daten der frühen und späten Ergebnisqualität ihrer Leistungen in der Versorgung von Frühgeborenen mit einem Geburtsgewicht unter 1.500 Gramm zu veröffentlichen. Die Veröffentlichungen dienen insbesondere der Information und Entscheidungshilfe der werdenden Eltern. Die Ergebnisdaten enthalten Statistiken über Sterblichkeitsraten sowie die Häufigkeit schwerer Erkrankungen, wie Hirnblutungen, Netzhauterkrankungen und entzündlichen Darmerkrankungen bei den Frühgeborenen. Die Veröffentlichungen erfolgen auf dem Informationsportal Perinatalzentrum.org, die Platform wird vom Institut für Qualitätssicherung und Transparenz im Gesundheitswesen im Auftrag des Gemeinsamen Bundesausschusses betrieben.